# Štiri (EP)
Štiri je prvi EP slovenske pop skupine Zala Kralj & Gašper Šantl, ki sta jo člana kasneje preimenovala v zalagasper. Izdan je bil 16. februarja 2019 pri založbi Universal Music Slovenia. Istega dne sta Zala Kralj in Gašper Šantl na tekmovanju EMA 2019 za izbor pesmi, ki je Slovenijo predstavljala na Pesmi Evrovizije 2019, zmagala s pesmijo "Sebi".
20. februarja je izšel še videospot za pesem "Sebi". V treh dneh je prejel več kot 250 tisoč ogledov, v začetku junija 2019 pa jih je imel že več kot dva milijona.

## Seznam pesmi
Vso glasbo in vsa besedila sta napisala napisala Zala Kralj in Gašper Šantl.
| Št.             | Naslov          | Dolžina |
| --------------- | --------------- | ------- |
| 1.              | „Valovi‟        | 3:20    |
| 2.              | „Baloni‟        | 3:06    |
| 3.              | „S teboi‟       | 3:24    |
| 4.              | „Sebi‟          | 3:18    |
| Skupna dolžina: | Skupna dolžina: | 13:08   |

## Zasedba
Zala Kralj & Gašper Šantl
- Zala Kralj — vokal, sampler
- Gašper Šantl — kitara, sampler

Tehnično osebje
- Ana Šantl — fotografija